# تایسونز کرنر (ویرجینیا)
تایسونز کرنر، ویرجینیا (به انگلیسی: Tysons Corner, Virginia) یک منطقهٔ مسکونی در ایالات متحده آمریکا است که در شهرستان فرفکس، ویرجینیا واقع شده‌است.

## خصوصیات
تایسونز کرنر ۱۱٫۱ کیلومترمربع مساحت و ۱۹٬۶۲۷ نفر جمعیت دارد و ۱۴۸ متر بالاتر از سطح دریا واقع شده‌است.